# Viana do Bolo
Viana do Bolo è un comune spagnolo di 2736 abitanti (2024) situato al sud-est della provincia di Ourense, nella comunità autonoma della Galizia.
Dal punto di vista geografico le terre di questo comune si caratterizzano per una orografia montuosa e attraversata per due fiumi principali: il Bibei e il Camba, i quali confluiscono nella valle che è di fronte a Viana (coperta fin dagli anni '60 dalla costruzione di un bacino artificiale).
È un luogo conosciuto soprattutto grazie al suo Entrudio (denominazione locale del Carnevale). Tra gli elementi più rilevanti di questa tradizione si trovano il fulión, il boteiro oppure la comparsa.
Dal 2015 si tiene la “Mascarada Ibérica” (“Festival Internacional Mascarada Ibérica ViBoMask” dal 2020) a Viana do Bolo e Vilariño de Conso. Questo festival si organizza solitamente in inverno e nella sua ultima edizione è arrivato a riunire più di 45 mascherate invernali provenienti da varie parti della Spagna, del Portogallo e anche dell'Italia, con circa 700 partecipanti, il che lo rende la più grande concentrazione di mascherate di tutta la penisola iberica. Le maschere italiane che finora hanno partecipato a questo incontro sono Mamuthones e Issohadores, di Mamoiada, e i Rollat, di Sappada.